# Új Nemzeti Kamara Színház
A hivatalosan 2018 tavaszán alakult Új Nemzeti Kamara Színház egyedi és alapvető feladataként jelölte meg a nemzeti kultúra, a magyar irodalom, a magyar nyelv és dráma közvetítését a határainkon túl, az elszakított országrészeken élő magyarság számára. Ugyanakkor természetesen a hazai közönség számára is szeretné megmutatni ezeket az előadásokat – hiszen úgy színesedhet a paletta. A társulás a mindenkori politikai irányultságtól mentes, nemzeti és keresztény alapokon működik. A társulat vezetője: Pelsőczy László színművész.

## Alapító társulat
- Pelsőczy László – társulatvezető
- Fazekas Lajos – Balázs Béla díjas filmrendező
- Kovács Éva Rebecca – művészeti vezető-színésznő
- Básti Andrea – színésznő
- Illés Dániel – színész
- Lénárt László – színész
- Pelsőczy Luca – színésznő (egyetemi hallgató)
- Péter Karola – színésznő
- Stelly Zsófia – színésznő
- Szabó Gyula Győző – színész
- Szalay Tímea – színésznő
- E. Kottek Péter – díszlettervező

## Korábbi tagok
- Széplaky Géza színész

## Meghívott vendégművészek
- Lázár Csaba
- Szekeres Blanka
- András Gedeon
- Csáki Rita
- Patkós József

## Előadásai
Prókátorok (bírósági vígjáték)
A Prókátorok műfaji megnevezése: bírósági komédia. A történetbéli fogadóban egy átutazó vendég szembesül az emberi kapzsiság és határtalan gátlástalanság „eszméjével”, amelynek következtében csaknem földönfutóvá válna.
A történet azonban váratlan fordulatot vesz - így válik igazzá, hogy a ravaszdi, ám haszonleső ember előbb-utóbb pórul jár...
díszlet, jelmez, rendezés: Patkós József
szereplők: Szabó Gyula Győző (Vendéglős), Péter Karola, Szekeres Blanka (Rézi), Pelsőczy Luca (Kisrézi), Bor László (Úr), Básti Andrea (Fiú), Kovács Éva Rebecca (Rendőrnő), Illés Dániel, András Gedeon (Bíró), Pelsőczy László (Vendég)

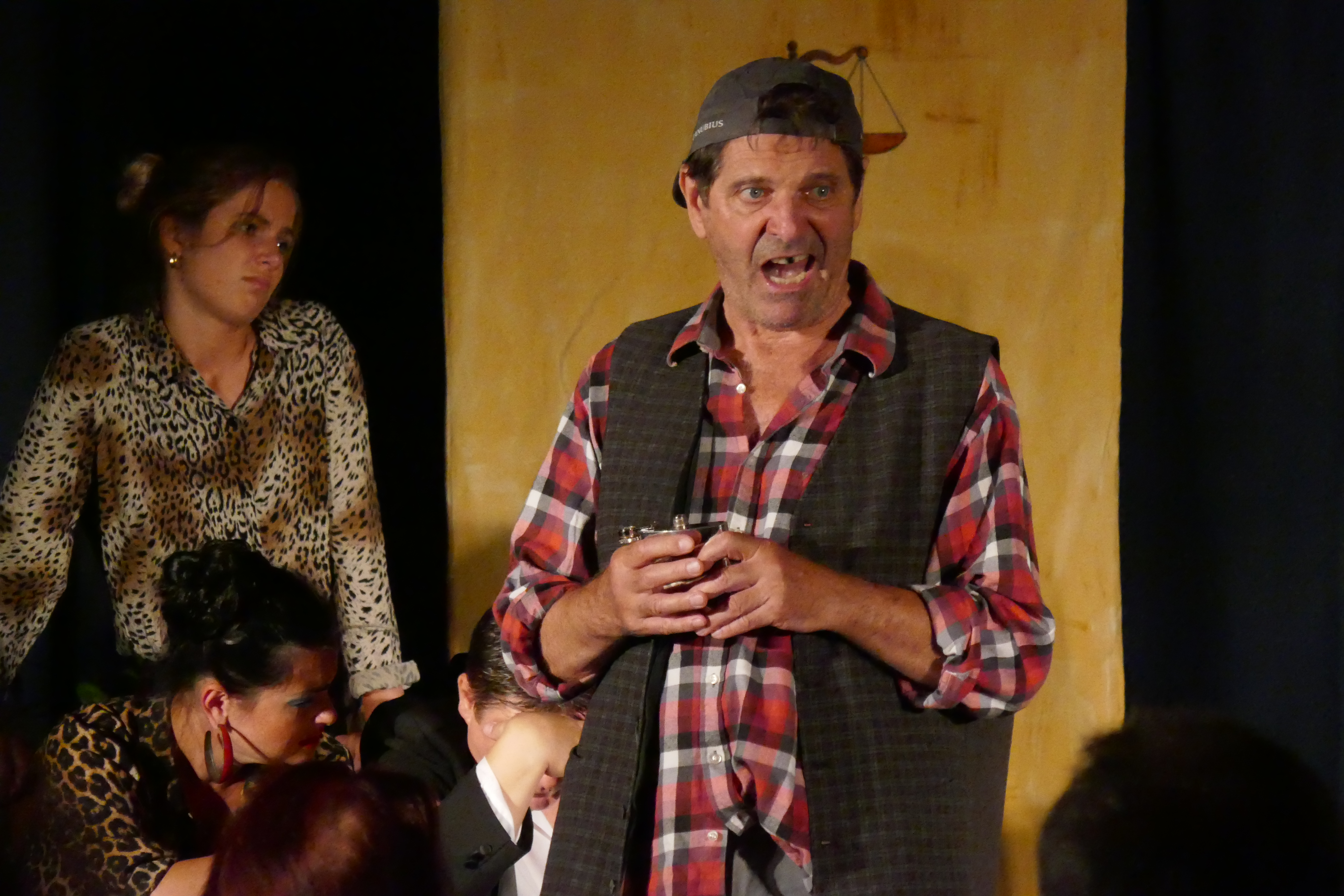
Pelsőczy László, Pelsőczy Luca Melinda, Péter Karola, Szabó Gyula Győző
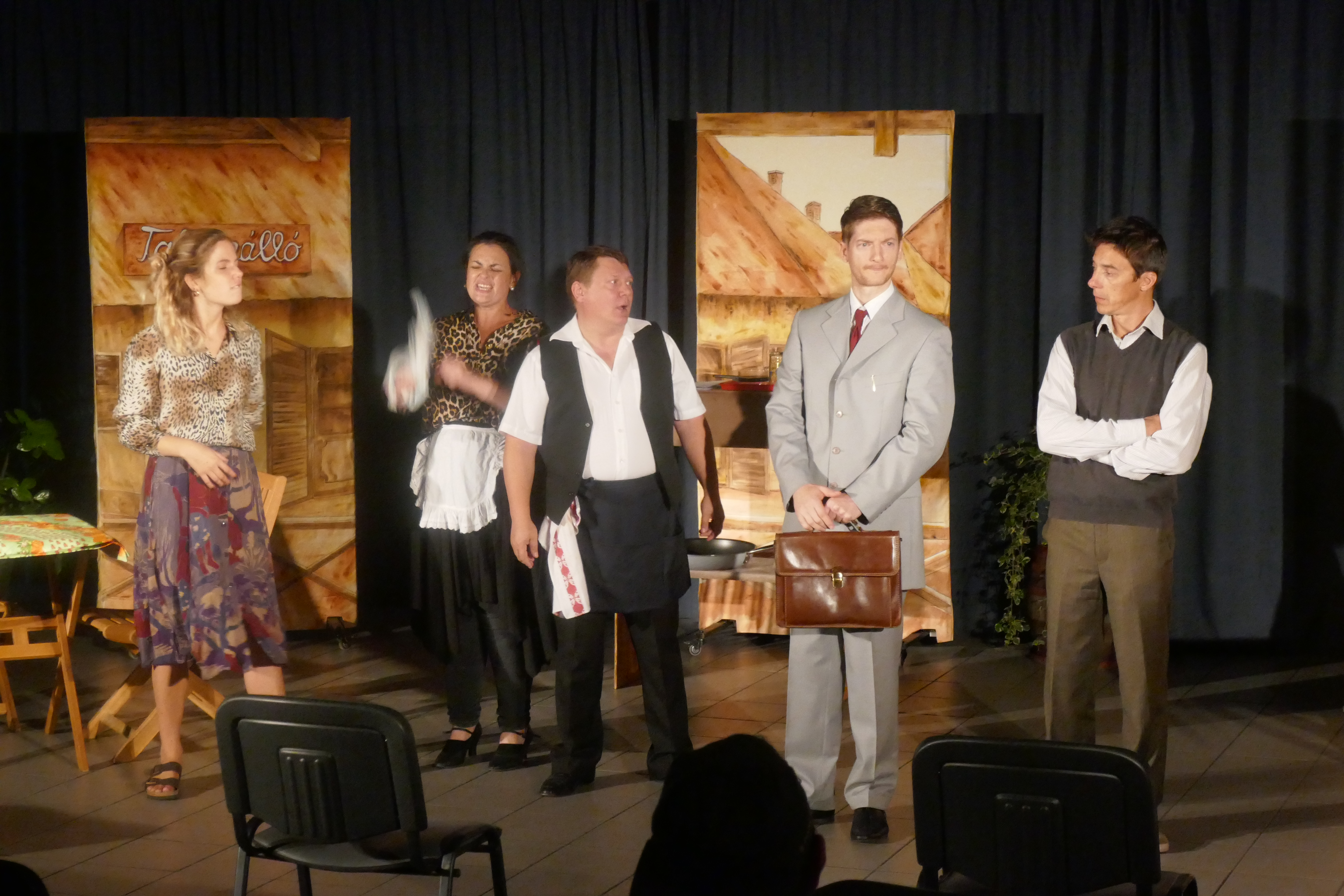
Pelsőczy Luca, Péter Karola, Szabó Gyula Győző, Illés Dániel, Bor László
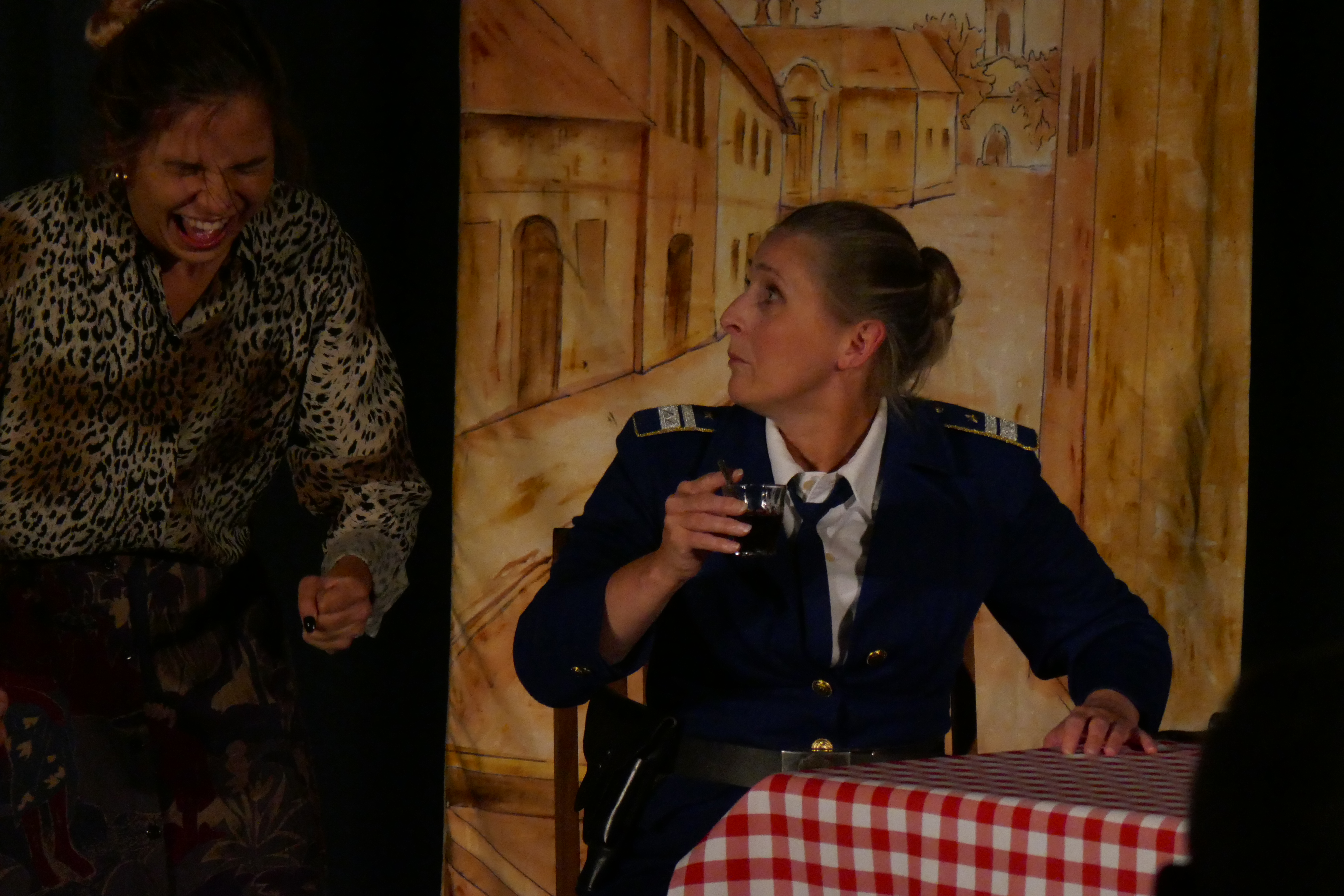
Pelsőczy Luca Melinda, Kovács Éva Rebecca

Fohász a magyarságért – Imába foglalt történelem – (zenés színházi előadás)
A zenés színpadi előadás mintegy Szent István-i látomásként nyújt betekintést a magyarság ezredéves történelmébe, sorsfordulóiba – a kezdetektől napjainkig – korabeli írásokkal, mondákkal, énekekkel üzenve a mai magyaroknak.
szerkesztő: Pelsőczy László
rendező: Szentesi Nóra
szereplők: Pelsőczy László, Szabó Gyula Győző, Básti Andrea, Kovács Éva Rebecca
díszlet: FlatArt 2000
jelmez: CCART
Az Értől az Óceánig (irodalmi összeállítás az Ady-emlékévre -2019)
Az Értől az Óceánig című, Ady Endréről szóló előadásban az elsüllyedt ősi múlt sejtelmes emlékei idéződik meg a „nyakas magyar kálvinista” életútja mentén. A nézők láthatják hogyan emelkedett ki a XX. század elején egy fiatalember a hazafias rigmusfaragók, a jó nevelésű, szorgalmas íródeákok közül és hogyan ragyogta be üstökösként a magyar szellemi égboltot Az Értől az Óceánig.
rendező: Lénárt László
szereplők: Pelsőczy László, Pelsőczy Luca Melinda /Szekeres Blanka, Bor László, Lénárt László
bemutató: 2019. november 13.
Butából egy is elég (mesejáték Illyés Gyula gyűjtése nyomán)
A színház gyermek-előadásai a népmesékhez, népzenéhez, mondókákhoz közelítenek. Ezeknek fényében vetette papírra Kovács Éva Rebecca a Butából egy is elég című mesét, amely örökérvényű igazságokról, emberi kapcsolatokról szól, a kihalt és elfeledett csángó-, székely szavak és kifejezések segítségével – gyakran a humor nyelvén. 
rendező: Csáki Rita m.v.
szereplők: Pelsőczy László (Férj), Kovács Éva Rebecca (Feleség), Szabó Gyula Győző (Kereskedő), Szentesi Nóra (Kereskedő felesége), Básti Andrea (Sára a szolgálólány)
jelmez: CCART
Illyés Gyula Hetvenhét magyar népmese gyűjtése alapján átírta és dramatizálta: Kovács Éva Rebecca

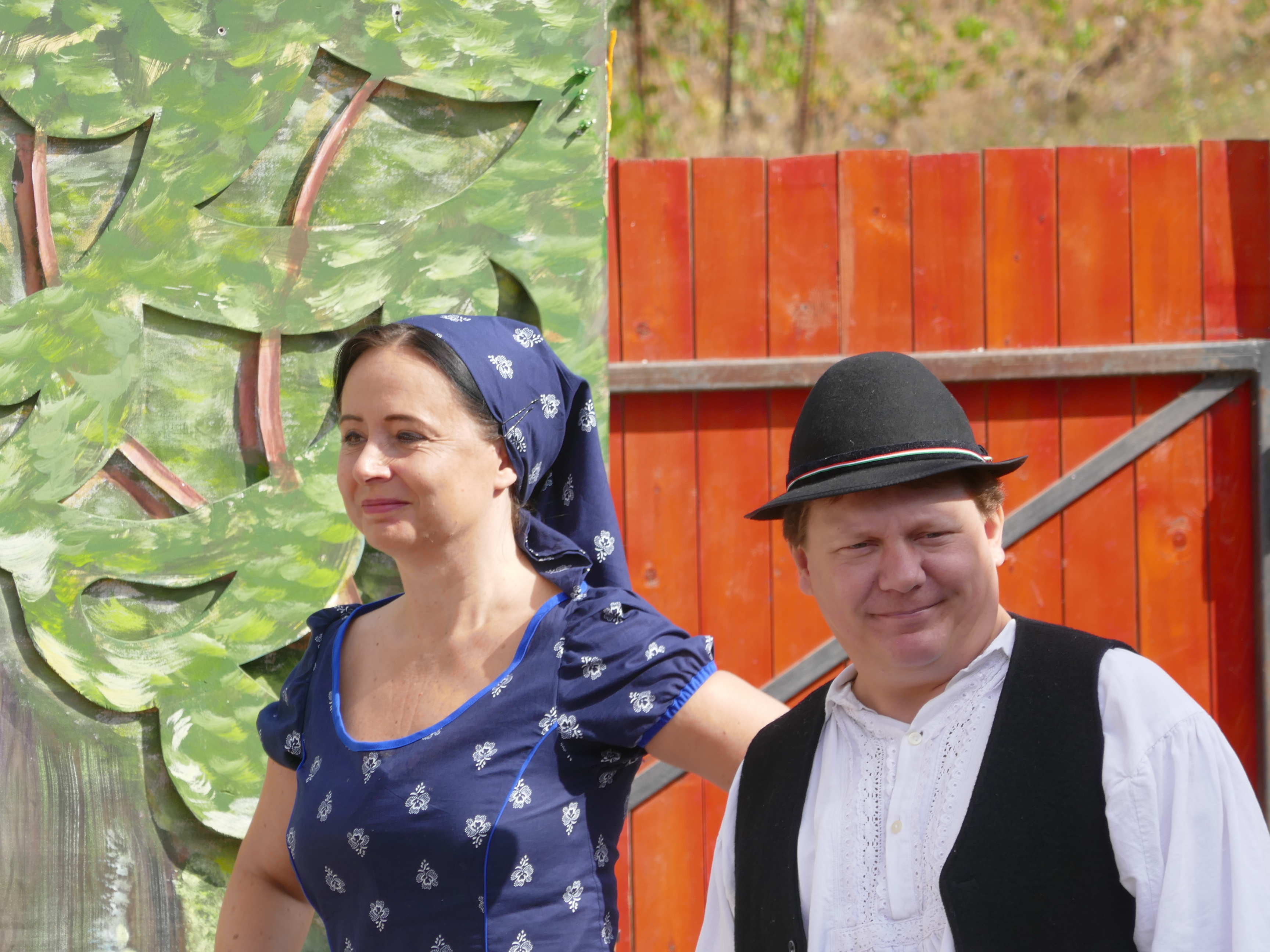
Szentesi Nóra és Szabó Gyula Győző
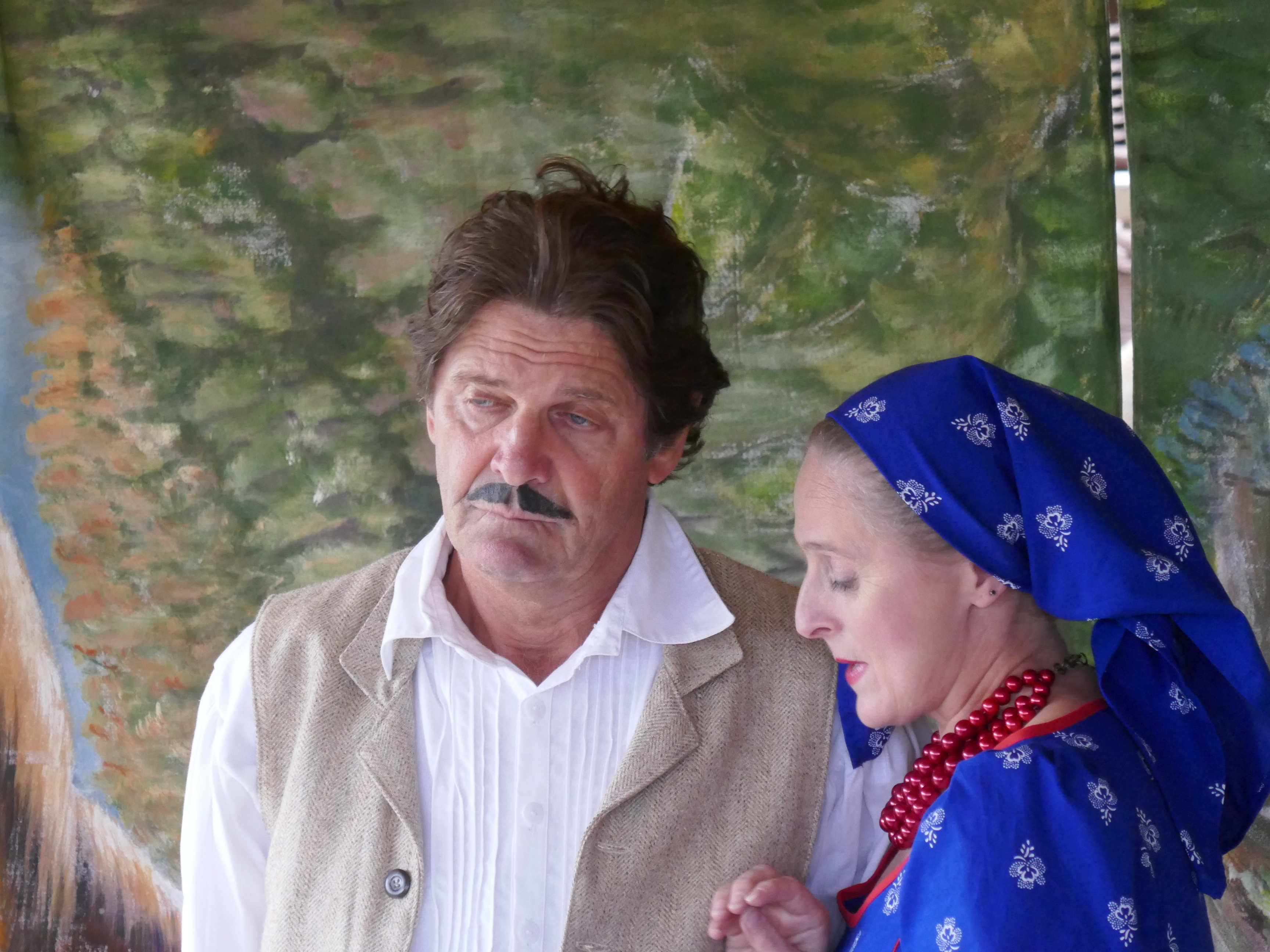
Pelsőczy László, Kovács Éva Rebecca
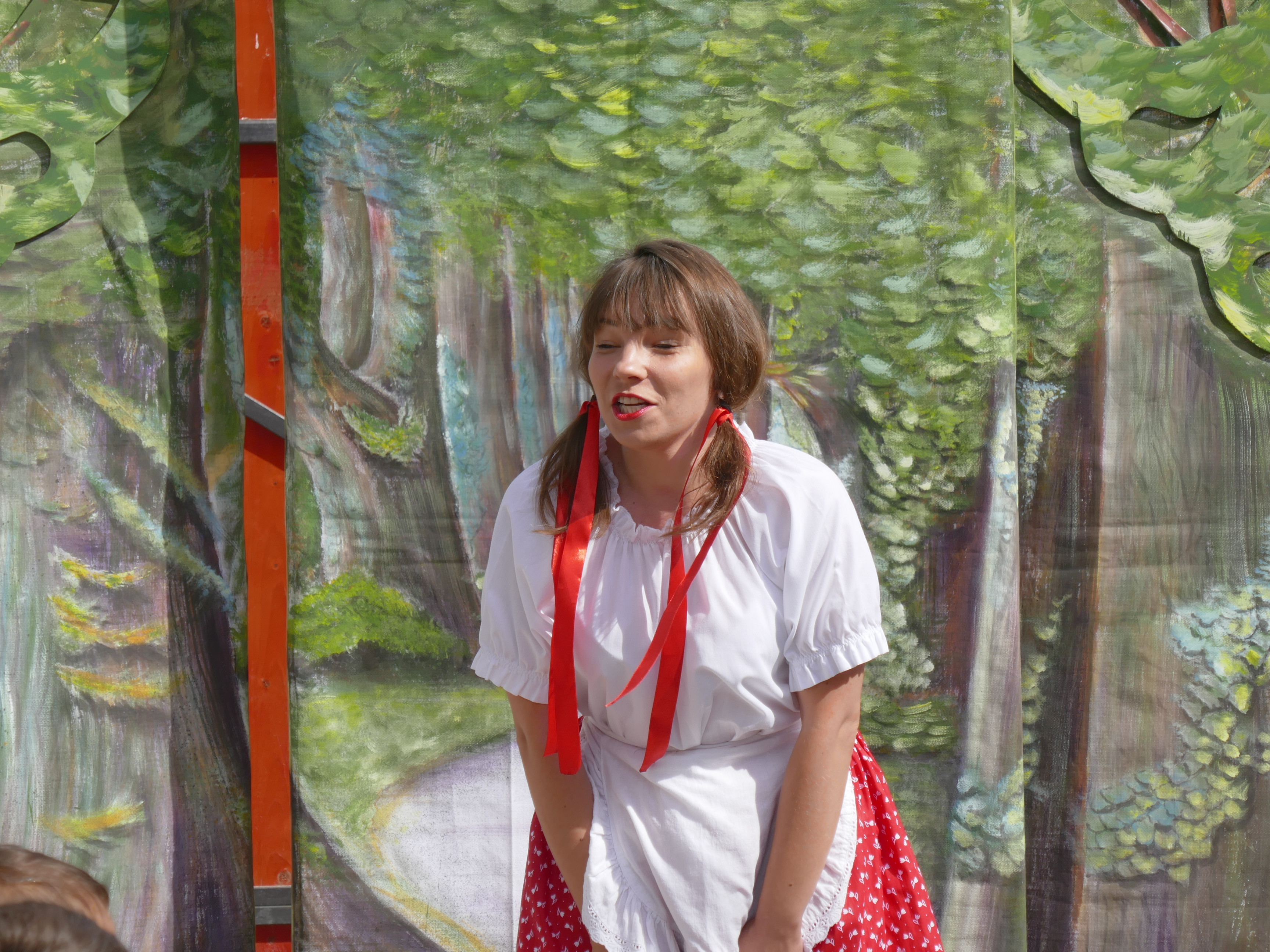
Básti Andrea

Arany-metszet (színielőadás egy felvonásban)
Arany János élettörténete – önéletrajza és művei alapján – az Arany-év tiszteletére és annak zárásaként.
Az Arany János életét, és munkásságát bemutató előadásban a néző betekintést nyerhet a XIX. század e nagy költőjének életébe. Önéletrajza segítségével a személyes találkozás illúziója is átélhető. Emellett megelevenednek azok a személyek, akik fontos szerepet játszottak a Nagyszalontáról indult költőfejedelem életében.
Belső vívódásain, a forrongó XIX. század történésein keresztül képet kaphat a néző az Arany Jánost körülvevő világról.
rendező: Lénárt László,
szereplők: Stelly Zsófia, Bor László, Lénárt László, Pelsőczy László
bemutató: 2018. október 5.

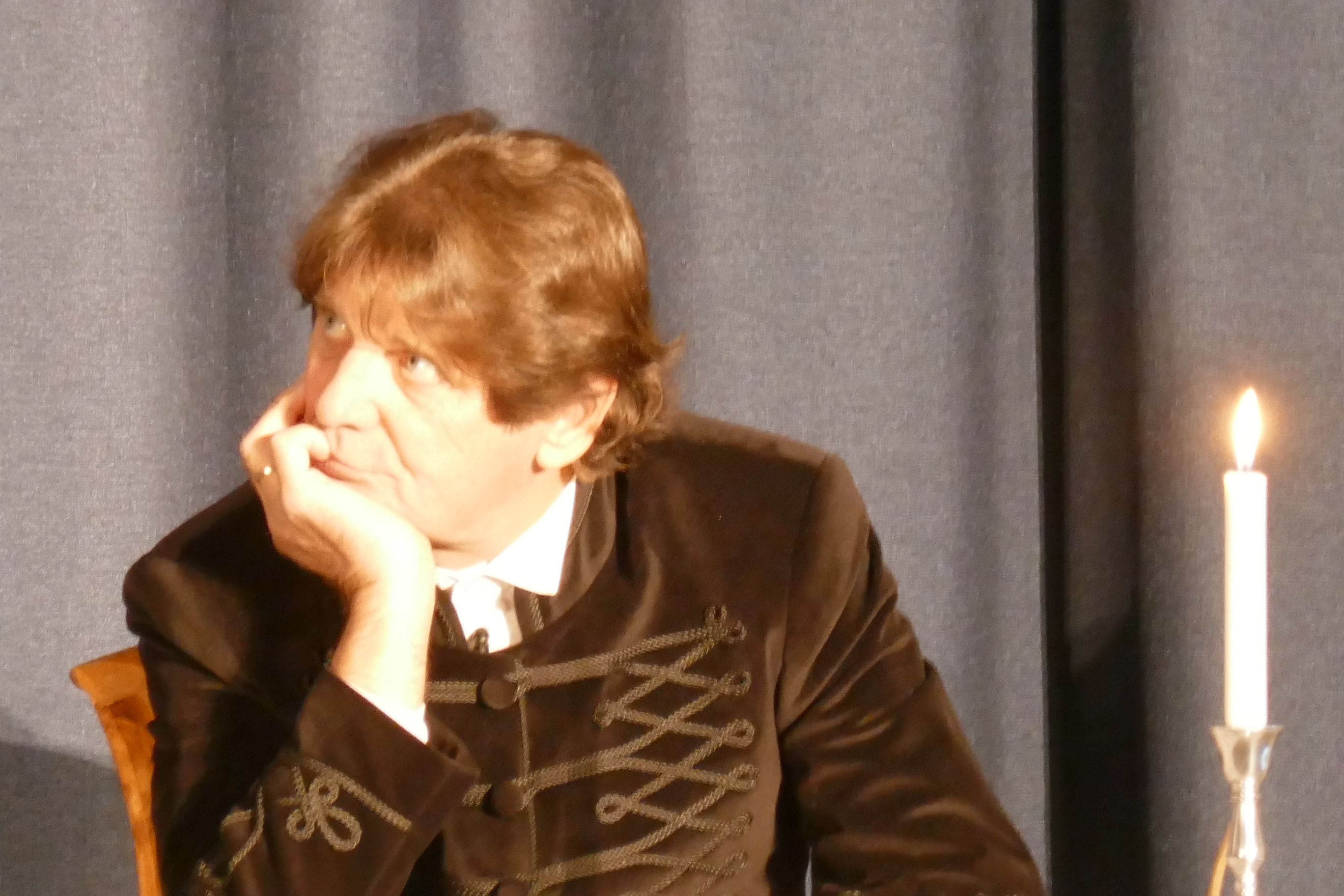
Pelsőczy László
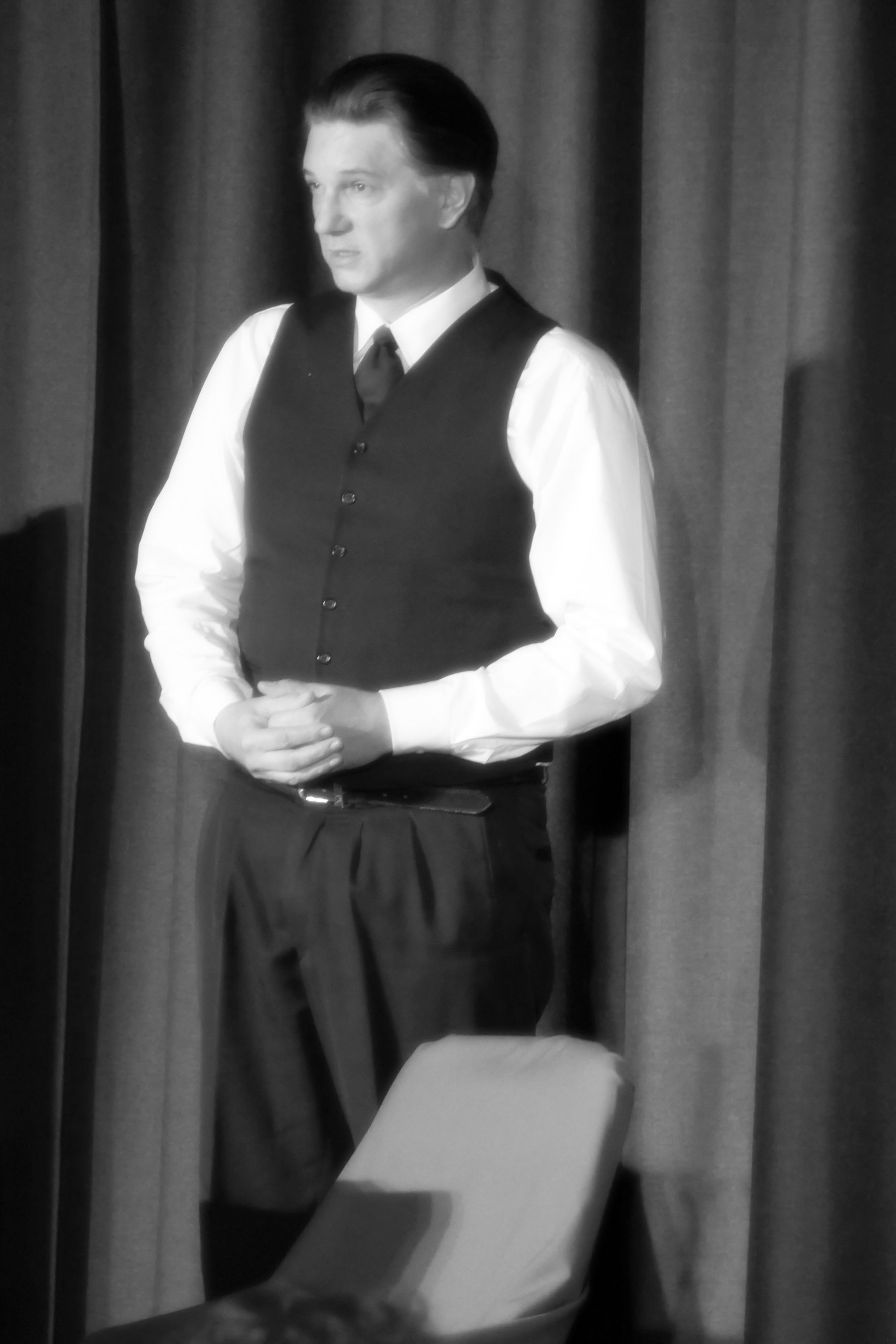
Lénárt László
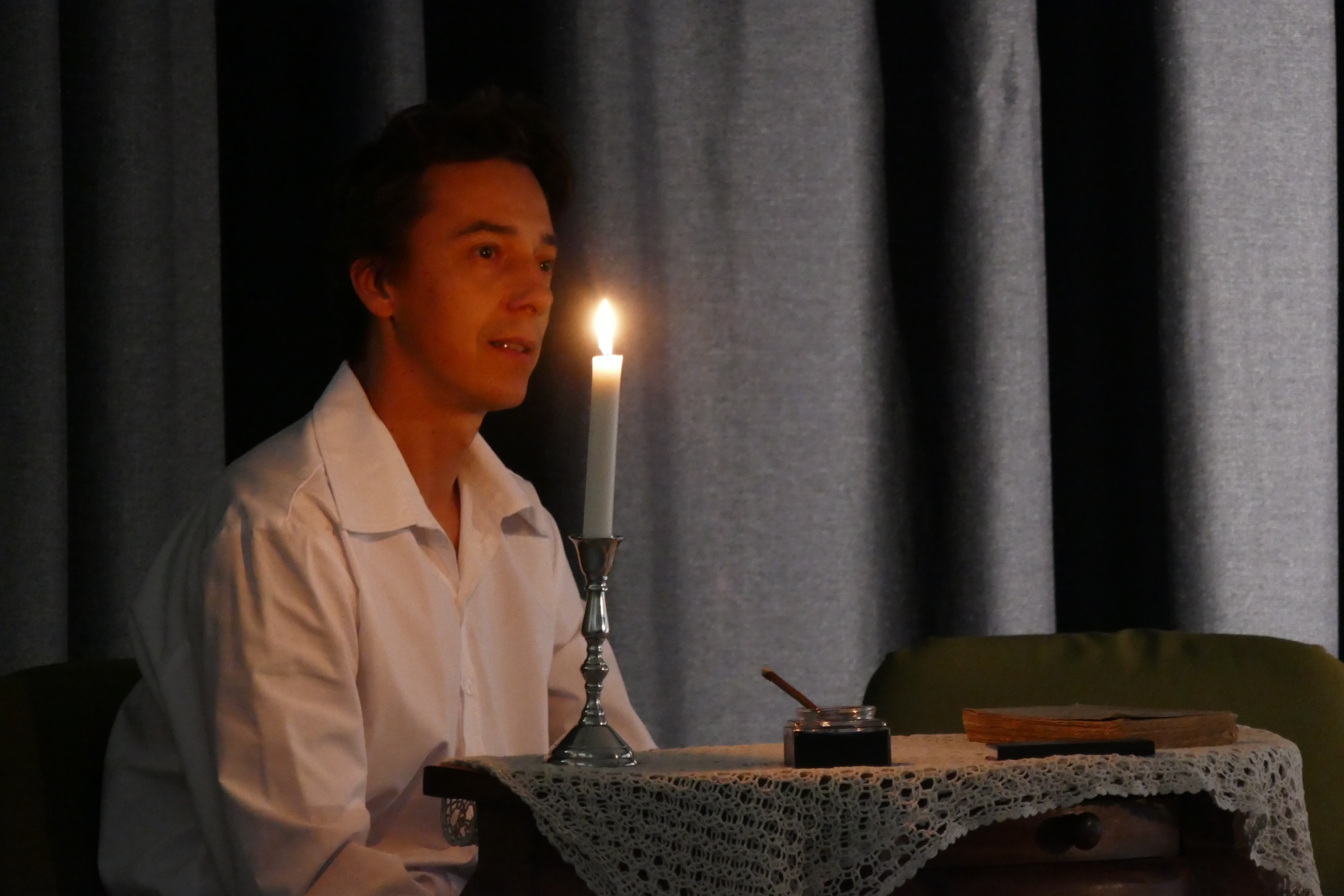
Bor László

Rákóczi-A bujdosó fejedelem (ismeretterjesztő történelmi színielőadás)
II. Rákóczi Ferenc vezérlő fejedelem nevéhez a nemzet iránti teljes önfeláldozás, a magyarság nemzetté kovácsolása, és a leghosszabb ideig tartó szabadságharc fűződik. Ennek bukása után sem választotta a császár által felajánlott megalkuvást, behódolást, hanem inkább az örökös száműzetést.
Az előadás érdekessége, hogy Rákóczi élete híven követhető a vele sírig kitartó, hűséges bujdosó-társa és rajongója; Mikes Kelemen híres törökországi leveleiből, visszaemlékezéseiből, képzeletbéli nagynénjét szólítva meg írásaiban.
A darab főszereplője Mikes Kelemen, lépésről-lépésre tárja fel az adott korszak társadalmi és politikai viszonyait. A színpadon megidézi Zrínyi Ilonát, a bécsi udvart, a Napkirály, XIV. Lajos környezetét, vagy éppen Drinápolyt, a török szultán palotáját.
rendező: Pelsőczy László
szereplők: Pelsőczy László, Kovács Éva Rebecca, Szalay Tímea, Péter Karola, Pelsőczy Luca, Illés Dániel, Lénárt László,
díszlet: E. Kottek Péter,
jelmez: ccart
bemutató: 2018. szeptember 19.

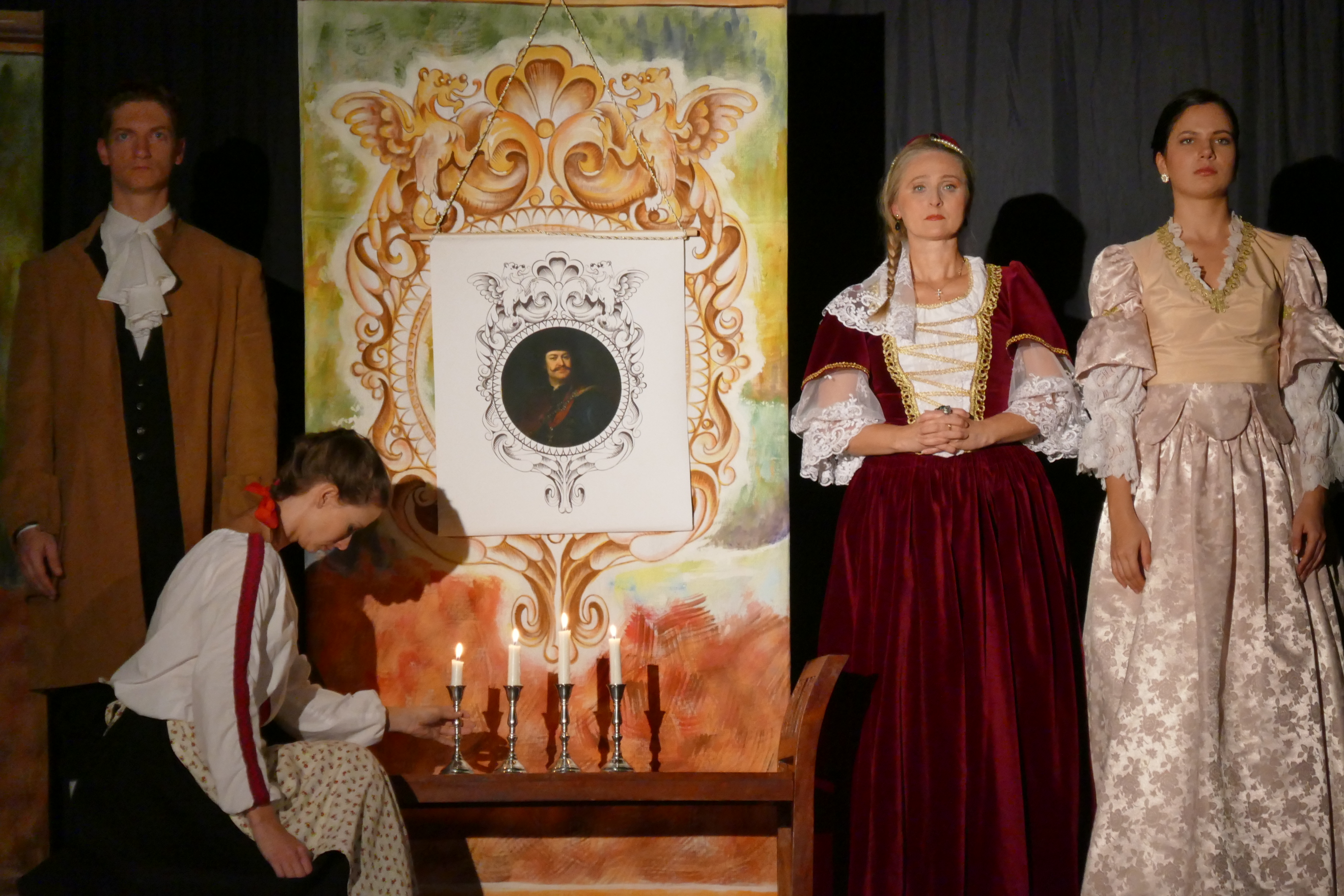
Illés Dániel, Szalay Tímea, Kovács Éva Rebecca, Pelsőczy Luca
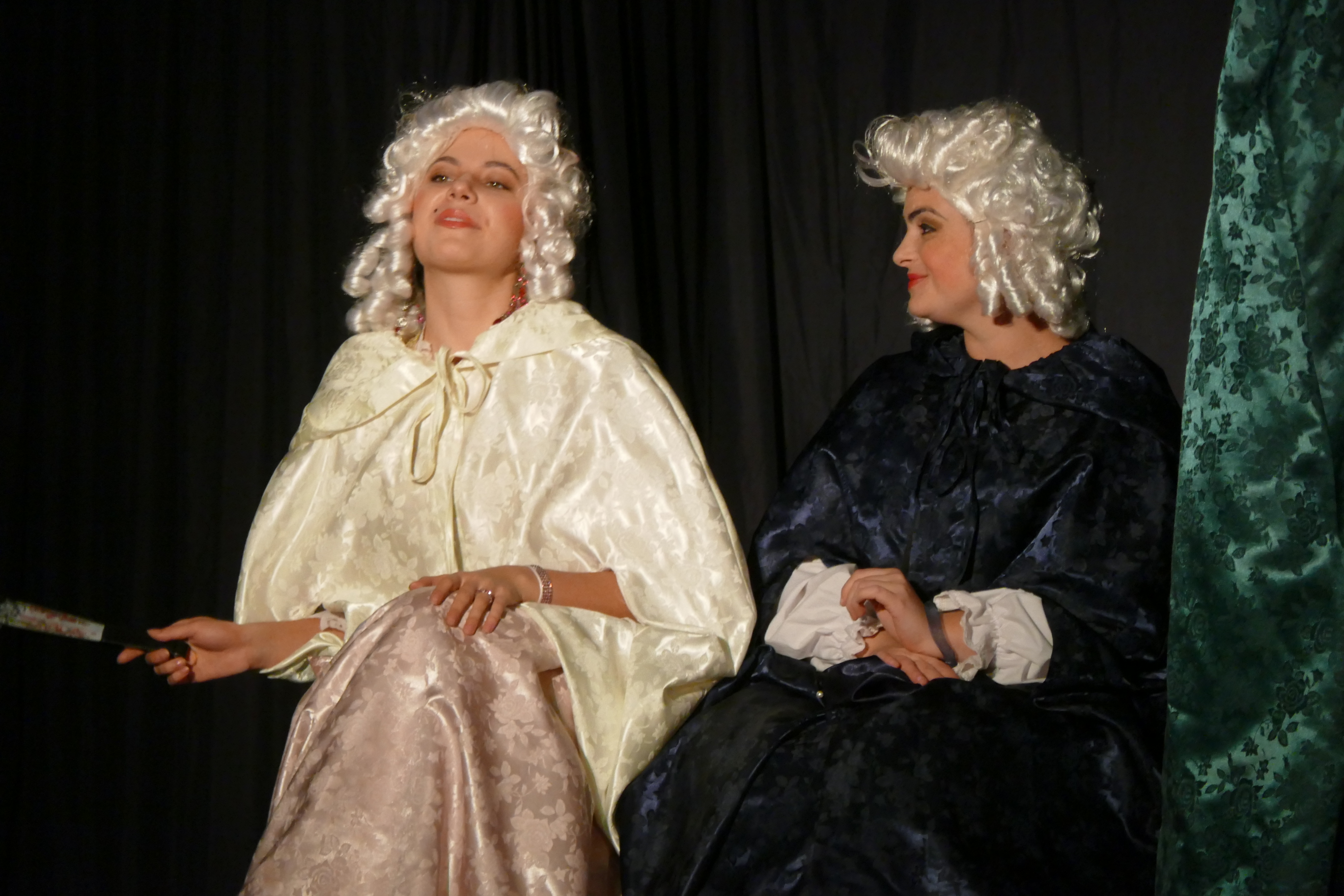
Pelsőczy Luca és Péter Karola
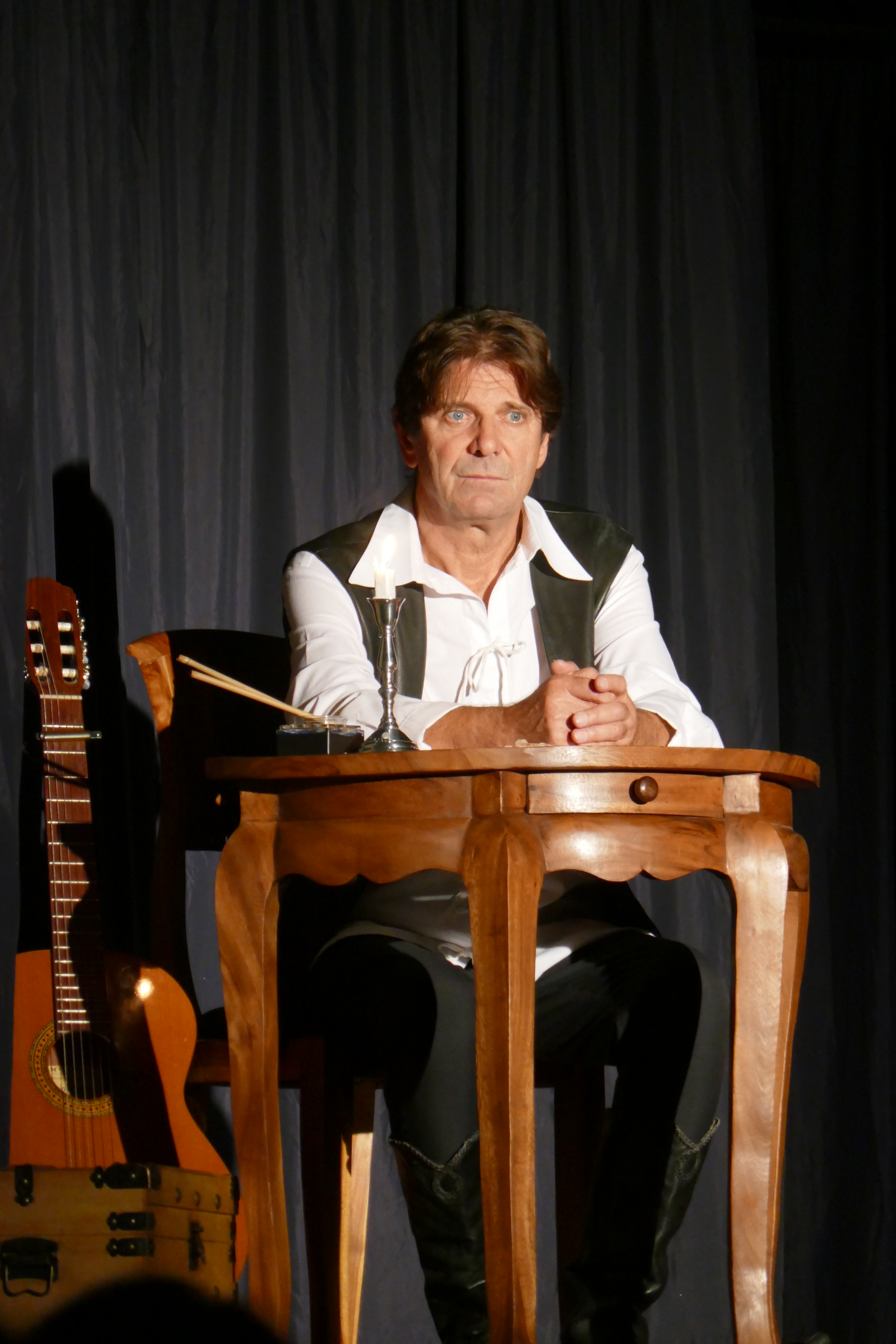
Pelsőczy László

Az én József Attilám (irodalmi összeállítás)
Irodalmi interaktív József Attila-összeállítás a Költészet Napjára. Tartalmában a költő közismert és kevésbé ismert versei, írásai, továbbá – igen kevesek által ismert – családi levelezései felhasználásával készült műsor megzenésített versekkel, népzenei motívumokkal és – a költő közismert habitusától távol állóan – sok humorral.
rendező: Kovács Éva Rebecca
szereplők: Pelsőczy László, Kovács Éva Rebecca
jelmez: ccart
bemutató: 2018. április 13.

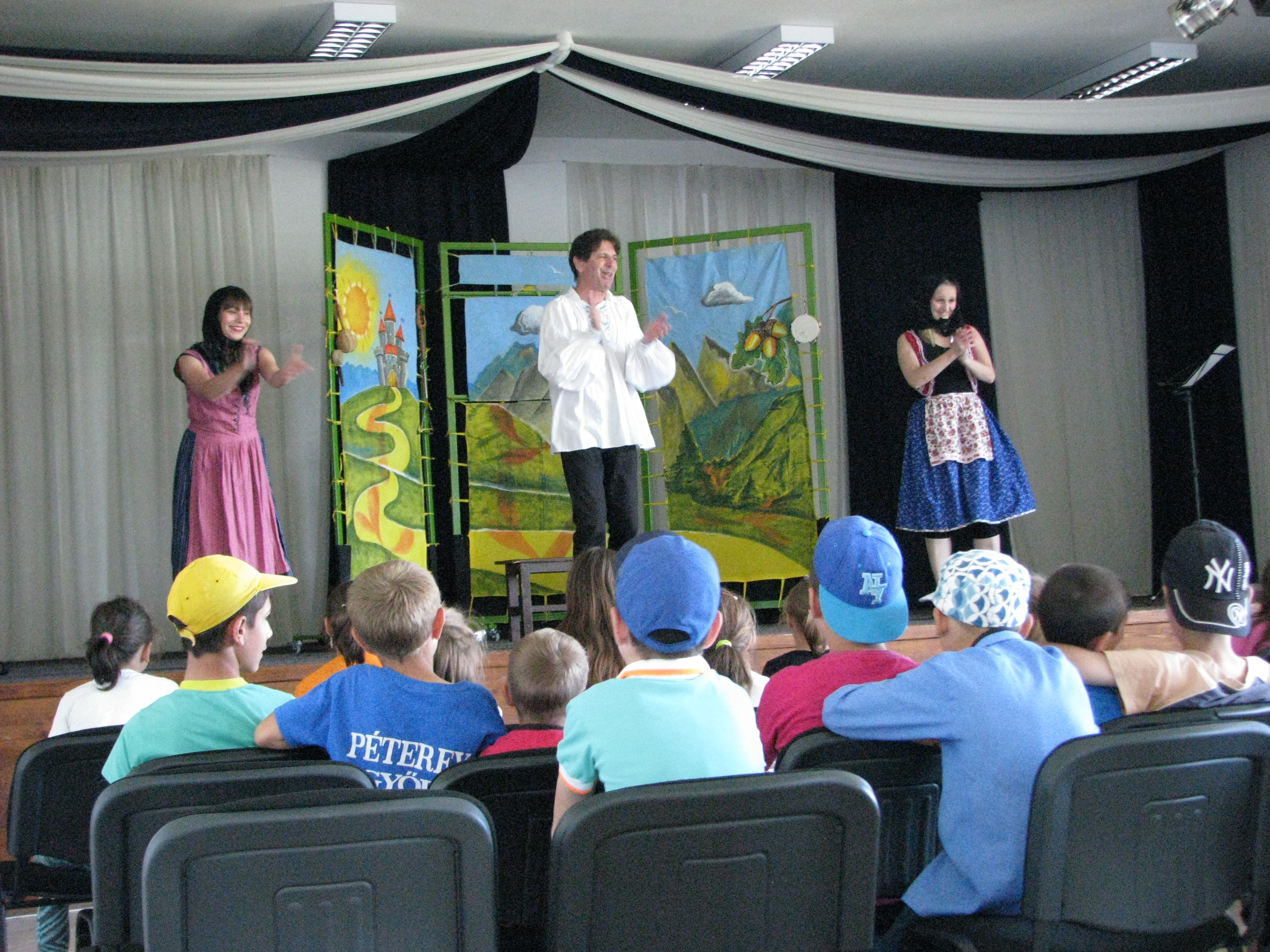
Básti Andrea, Pelsőczy László és Kovács Éva Rebecca a Vándormondóka című előadásban

Az ÚJ Nemzeti Kamara Színház gyermek-előadásai a népmesékhez, népzenéhez, mondókákhoz közelítenek. A szerzők között Móricz Zsigmond, Benedek Elek, Tamkó Sirató Károly, Weöres Sándor is megtalálható. A díszlet, a jelmezek, a zenei eszközök; ütős és húros hangszerek, ének és próza színesítik az előadást.
Vándor mondóka
rendező: Pelsőczy László
szereplők: Pelsőczy László, Kovács Éva Rebecca, Básti Andrea
díszlet: E. Kottek Péter,
jelmez:ccart
bemutató: 2018. május 19.
Toldi-interaktív
A Toldi Arany János költészetének csúcsát jelenti. A zseniális elbeszélő költemény a valós hős, a nagy erejéről híres Toldi Miklós költői képekben gazdag, népmesei elemekkel átszőtt kalandjait eleveníti fel. Az Új Nemzeti Kamara Színház interaktív irodalomórája képekkel, zenével dúsítva adja elő.
A két előadó színművész, Pelsőczy László és Kovács Éva Rebecca által interpretált szöveg közelebb hozza és érthetőbbé varázsolja a XXI. századi ifjú közönség számára ezt a páratlan művet, Arany János életútját és irodalmi zsenialitását.
rendező: Pelsőczy László
szereplők: Pelsőczy László, Kovács Éva Rebecca
jelmez: ccart
bemutató: 2018. április 5.
Himnusz az Emberhez – Irodalmi arcképcsarnok – Bornemisszától Juhász Gyuláig
Az irodalmi előadás középpontjában Kölcsey Ferenc Himnusz című verse áll, amelynek kapcsán bemutatjuk – annak mintegy keretét adva - a magyar költészet, a magyar líra legkiválóbbjainak alkotásait.
A közel egyórányi előadásban előtérbe kerül a magyar nyelv gazdagsága, különlegessége, egyedisége, humora – mindez példákkal bemutatva.
A műsort megzenésített versek, hangszeres élő zene teszi színesebbé, változatosabbá.
rendező: Pelsőczy László
közreműködők: Kovács Éva Rebecca, Pelsőczy László, Szabó Gyula Győző

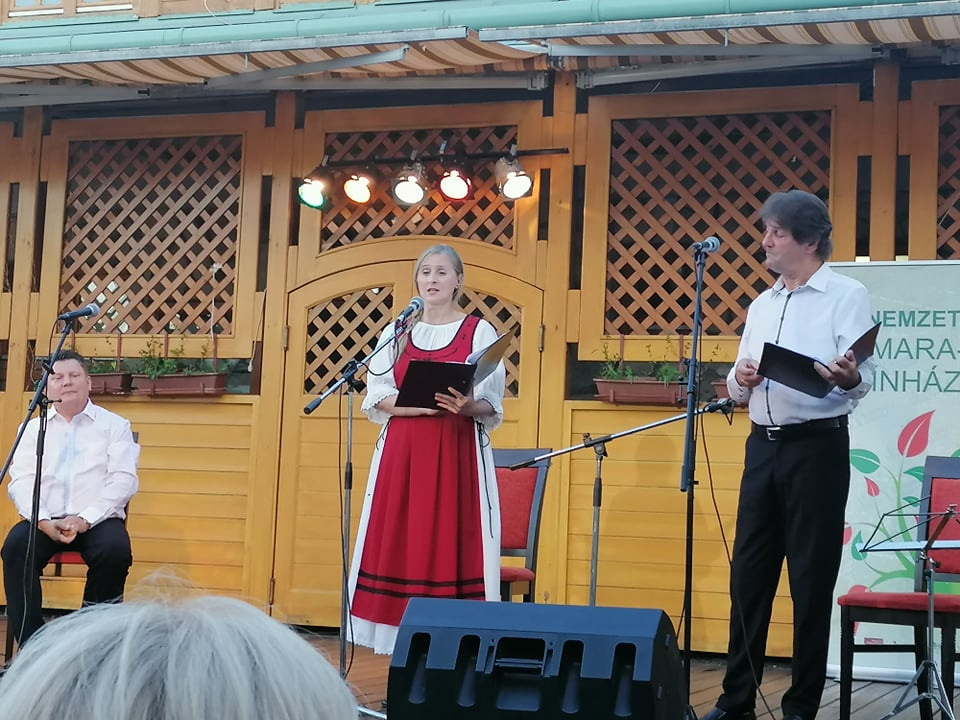
Szabó Gyula Győző, Kovács Éva Rebecca, Pelsőczy László
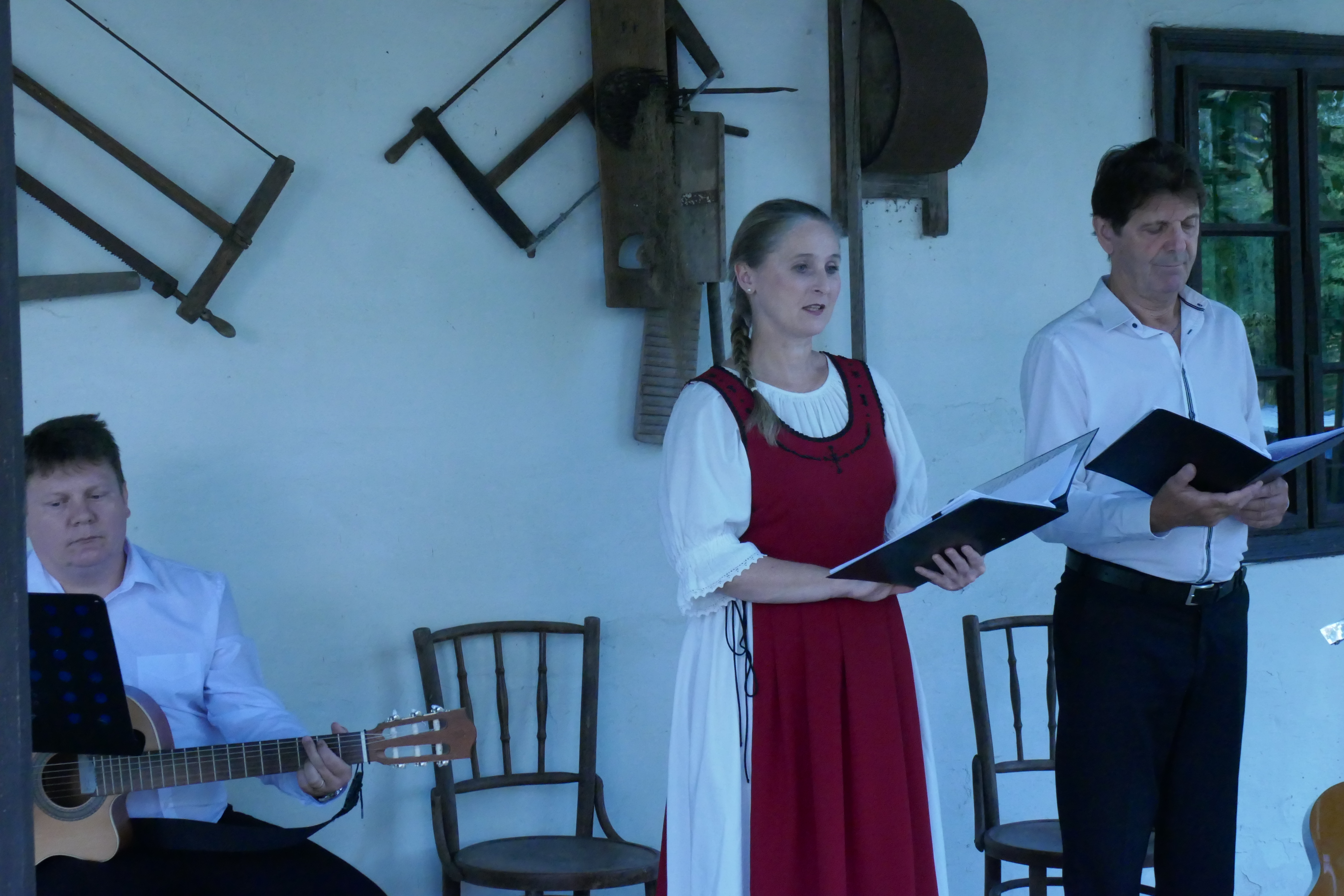
Szabó Gyula Győző, Kovács Éva Rebecca, Pelsőczy László
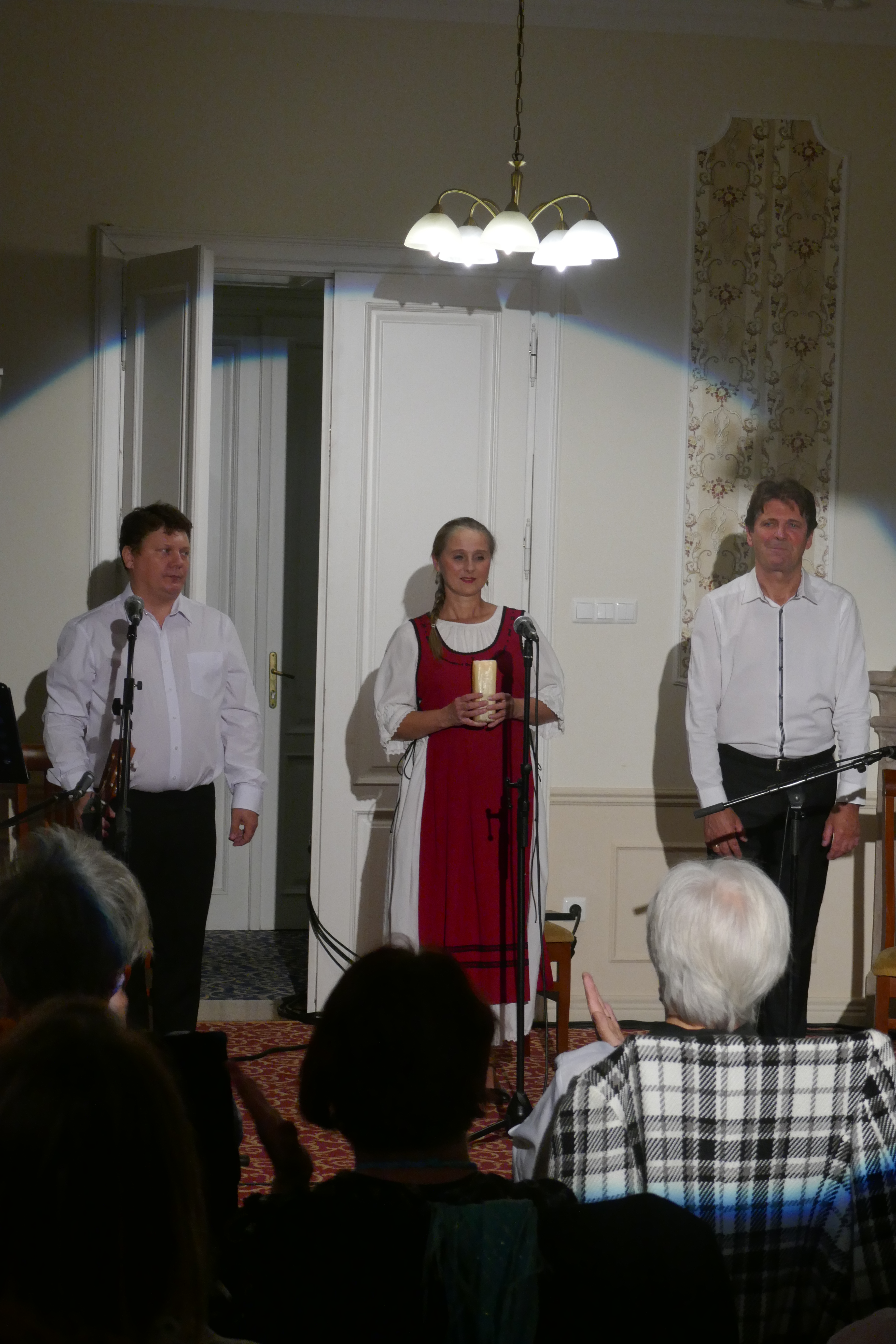
Szabó Gyula Győző, Kovács Éva Rebecca, Pelsőczy László